# 2raumwohnung
2raumwohnung (en allemand : [t͡svaɪ ʁaʊm ˈvoːnʊŋ]) est un duo musical allemand créé en 2000 à Berlin.
Les membres sont l'ancienne chanteuse des Neonbabies Inga Humpe et le musicien Tommi Eckart.
Le duo se créa quand Cabinet, un producteur de cigarettes de l'Allemagne de l'est nécessita de la musique pour une publicité au cinéma.
Humpe et Eckart composaient la chanson Wir trafen uns in einem Garten et la publiaient sous le pseudonyme de 2raumwohnung.
Le deuxième album In wirklich a obtenu le prix Deutscher Dance Award pour le meilleur album en 2003.

## Discographie
- 2001 : Kommt zusammen
- 2002 : Kommt zusammen (Remix-Album)
- 2002 : In wirklich
- 2004 : Es wird Morgen
- 2005 : Melancholisch schön
- 2007 : 36grad
- 2009 : Lasso
- 2013 : Achtung Fertig